# Sriwijaya Air
Sriwijaya Air è una compagnia aerea indonesiana fondata nel 2003, con sede principale a Tangerang.

## Storia
Nel 2003, Sriwijaya Air venne fondata da Chandra Lie, Hendry Lie, Andi Halim e Fandy Lingga, che la nominarono in onore dello storico impero Srivijaya. Nello stesso anno, il 28 aprile, ottenne la licenza commerciale, mentre il 28 ottobre venne rilasciato l'AOC. Con l'inizio delle operazioni il 10 novembre 2003, la compagnia lanciò i voli tra Giacarta e Pangkal Pinang, prima di introdurre nuove rotte come Giacarta-Pontianak e Giacarta-Palembang. Nel suo primo anno, Sriwijaya Air registrò una rapida crescita e nel giugno 2009 operava con 23 aerei, servendo più di 33 rotte nazionali e 2 internazionali. 
Nel 2007, Sriwijaya Air ricevette il Boeing International Award for Safety and Maintenance of aircraft, assegnato dopo aver superato l'ispezione effettuata nell'arco di pochi mesi. Nello stesso anno, ricevette da Pertamina l'Aviation Customer Partnership Award. Nel 2008, Sriwijaya Air ricevette un premio da Markplus & Co., a significare l'apprezzamento del pubblico per i servizi forniti da Sriwijaya Air. Nell'agosto 2015, Sriwijaya Air ha ottenuto anche la certificazione BARS (Basic Aviation Risk Standard) rilasciata dalla Flight Safety Foundation. La manutenzione degli aeromobili viene eseguita da PT. ANI (Aero Nusantara Indonesia), AiRod Sdn Bhd e Garuda Indonesia Maintenance Facility (GMF AeroAsia).
Al Paris Air Show del 2011, Sriwijaya Air ha accettato di acquistare 20 Embraer 190, con diritti di acquisto per altri 10. Tuttavia, la compagnia ha annullato il suo ordine poco dopo, decidendo invece di utilizzare i 737 che già possedeva.
Nel 2011, ha iniziato a noleggiare 12 Boeing 737-500 di seconda mano per un valore totale di 84 milioni di dollari per sostituire i suoi vecchi 737-200, con consegne effettuate tra aprile e dicembre 2011.
Nel 2013, molte destinazioni come Palangkaraya, Banda Aceh e Bandung sono state chiuse per motivi commerciali. Nell'agosto 2013, la compagnia ha eliminato gradualmente la sua flotta di Boeing 737-200 e prevedeva di sostituire anche l'intera flotta di 737 Classic con i Boeing 737 Next Generation. L'ultimo 737-400 è stato ritirato nel 2016. Al Salone di Parigi del 2015, Sriwijaya Air ha firmato un ordine per 2 737-900ER con un'opzione di acquisto per acquisire fino a 20 Boeing 737 MAX. Questo accordo è stato il primo ordine di Sriwijaya Air per velivoli nuovi di zecca dopo quasi 12 anni di operatività in Indonesia. Ha ricevuto il primo e il secondo Boeing 737-900ER il 23 agosto 2015.
Alcune rotte precedentemente chiuse sono state riaperte nel 2015, come Bandung e Pekanbaru, anche se queste sono ora gestite da NAM Air, una sua sussidiaria. A novembre 2015 (per NAM Air sin dalla sua costituzione nel 2013), Sriwijaya Air e NAM Air sono le uniche compagnie aeree in Indonesia che consentono alle assistenti di volo donne di indossare l'hijab in tutti i e sono tra le compagnie aeree nel sud-est asiatico che lo consentono insieme a Royal Brunei Airlines e Rayani Air. Altre compagnie aeree in Indonesia consentono alle loro assistenti di volo donne di usare l'hijab solo quando operano voli per l'Hajj/Umra o voli per il Medio Oriente, in particolare in Arabia Saudita.
Nel novembre 2018, Garuda Indonesia, attraverso la sua controllata Citilink, ha rilevato le operazioni e la gestione finanziaria di Sriwijaya Air mediante un accordo di cooperazione (KSO).
L'8 novembre 2019, l'accordo di cooperazione (KSO) tra Garuda Indonesia e Sriwijaya Air è stato risolto, segnato dalla ripresa dei servizio a terra di Sriwijaya Air che erano stati originariamente interrotti mentre era in corso l'accordo di cooperazione (KSO). Questo perché PT. GMF Aero Asia .Tbk e PT. Gapura Indonesia. Tbk, sussidiarie di Garuda Indonesia Group, hanno interrotto unilateralmente la fornitura di servizi ai passeggeri della Sriwijaya Air, causando vari ritardi. Il gruppo Sriwijaya non ha pagato in contanti il gruppo Garuda per la fornitura delle strutture di servizio. Dopo la scissione, l'autorità di regolamentazione indonesiana dei trasporti ha annunciato ispezioni per problemi di sicurezza.

## Destinazioni
Al 2022, la compagnia opera prevalentemente su rotte domestiche e su una internazionale verso Timor Est.

## Flotta

### Flotta attuale

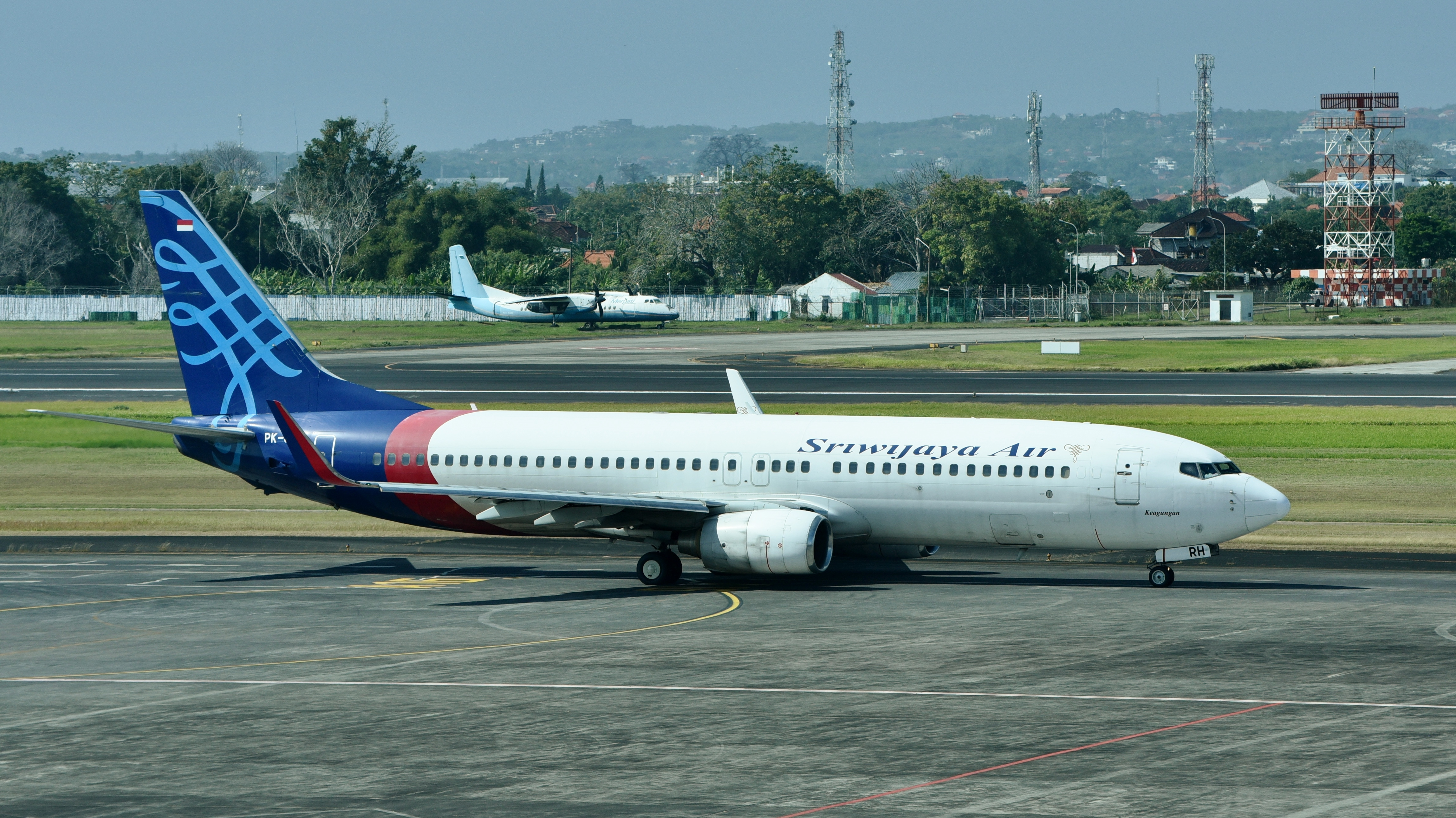
Un Boeing 737-800.

A settembre 2024 la flotta di Sriwijaya Air è così composta:

### Flotta storica

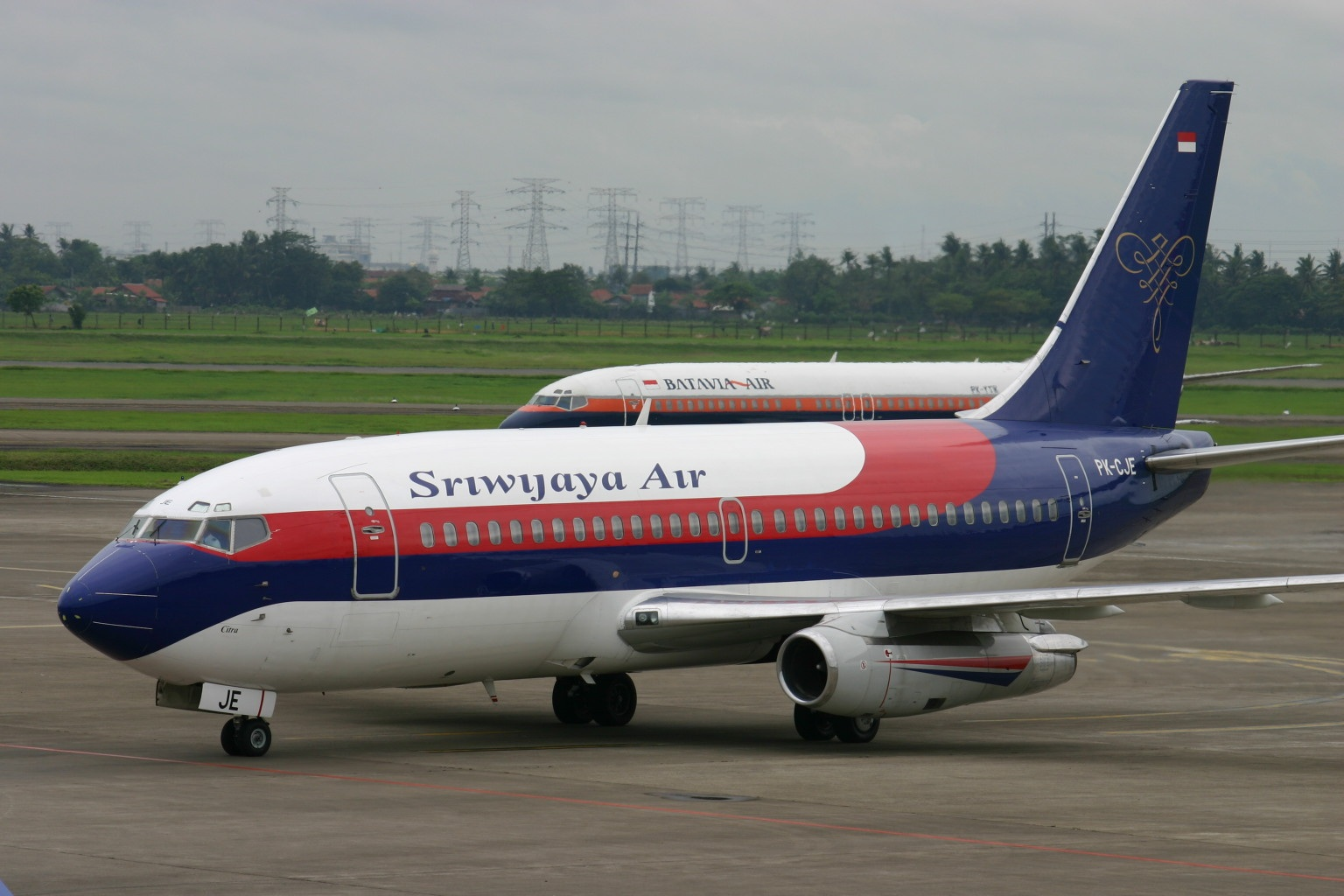
Un Boeing 737-200.

Sriwijaya Air operava in precedenza con i seguenti aeromobili:

## Incidenti
- 27 agosto 2008: il volo Sriwijaya Air 62, un Boeing 737-200, uscì di la pista e si schiantò contro una casa durante un tentativo di atterraggio a Jambi. A causa dell'incidente, 26 persone rimasero ferite, sopravvissero allo schianto. È stato il primo incidente mortale nella storia operativa di Sriwijaya Air ed è stato l'unico incidente mortale fino a quando il volo Sriwijaya Air 182 si è schiantato nel 2021.[11]
- 9 gennaio 2021: il volo Sriwijaya Air 182, un Boeing 737-500,  è precipitato nel Mar di Giava, vicino alle Mille isole, poco dopo il decollo da Giacarta. Il volo stava salendo verso i 13 000 piedi (4 000 m) quando ha virato bruscamente a destra ed è entrato in una picchiata, dalla quale non si è più ripreso. Tutti i 62 a bordo hanno perso la vita.[12]